# 维特里府邸

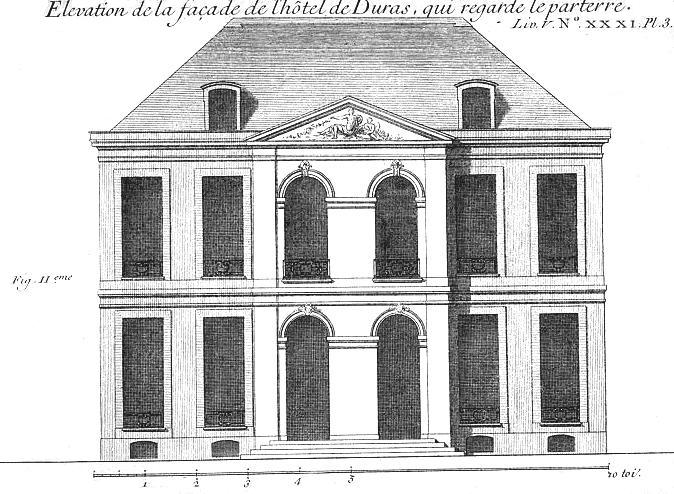

维特里府邸（Hôtel de Vitry）是一座17世纪法式府邸，位于巴黎第三区的孚日广场24号。它座落在广场的北侧，位于26号特雷姆府邸（Hôtel de Tresmes）以东。

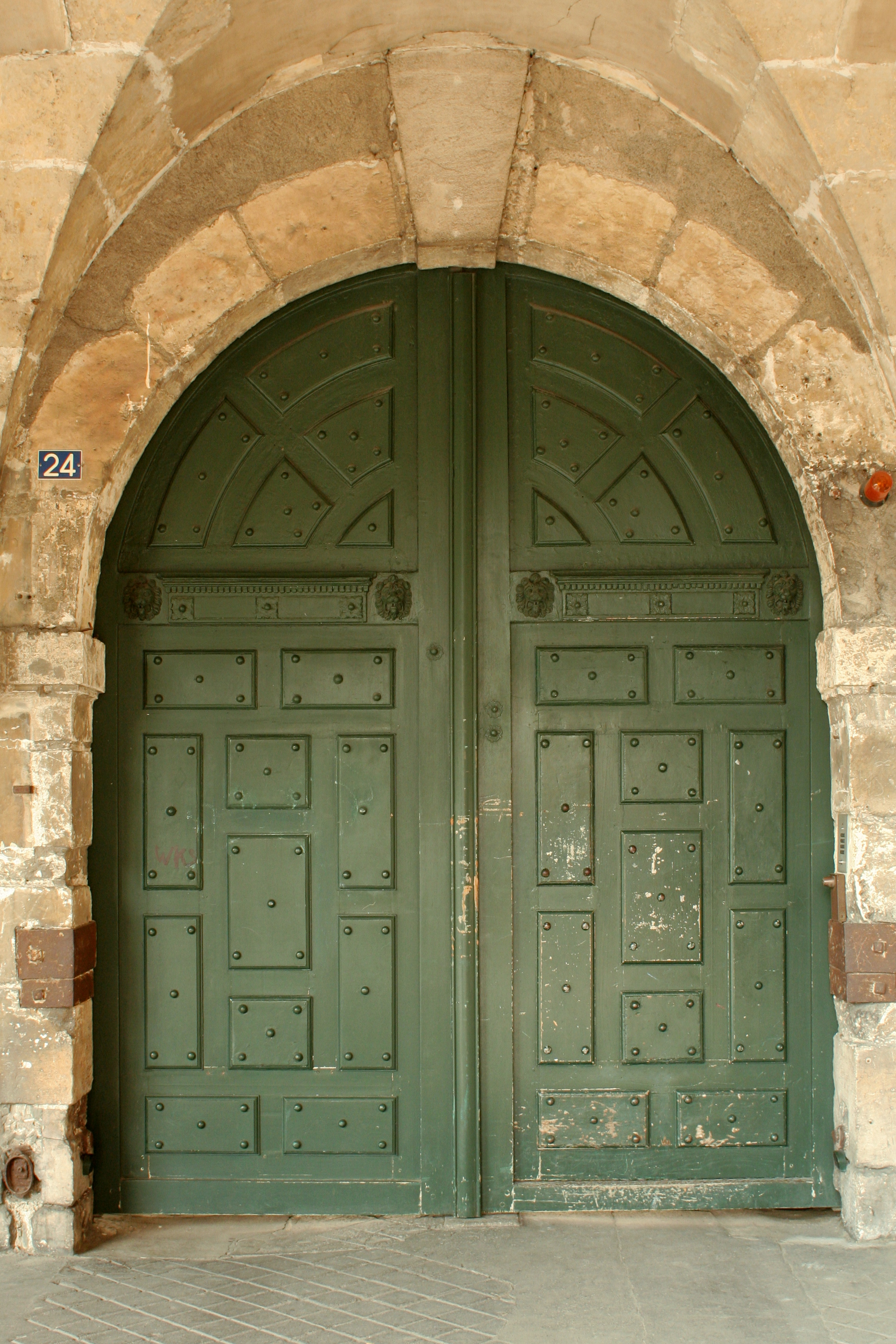

1920年，其里面与屋顶列为法国历史遗迹；1956年，其拱廊列入。